# 中国キンギョ
中国キンギョ（ちゅうごくキンギョ、中国金魚）とは、中国を原産とする昭和20年代から平成にかけて輸入されたキンギョをさす。

## 主な種類
- オランダシシガシラ体系　タンチョウ、セイブンギョ、チャキン、リュウガン
- リュウキン体系　チンシュリン、ショートテールリュウキン
- デメキン体系　チョウテンガン、スイホウガン、チョウビ

他にも何種類か輸入されたが、定着していない。

## 見所
日本産と比較するとバリエーションが豊富であり、キンギョの常識を覆す種類が多い。
- 一般に受けが良い種類はタンチョウ(キンギョ）、チンシュリン、チョウビである。
- マニア受けするタイプはセイブンギョ、チャキン、リュウガンである。

## 飼育での注意
デメキン体系とリュウガンは泳ぎが下手な種類なので他種との混泳はやめた方が良い。チンシュリンは怪我をすると死亡する率が高いので注意が必要である。

## 日本産キンギョへの影響
一番の打撃を受けたのはオランダシシガシラ体系であり、中国産と比較すると色が薄く(キャリコ柄を除く）、成長過程での肉瘤の出具合が悪い事からジャンボオランダや長手オランダは一部の地域(九州、四国）以外では飼育が少なく、保存会により育成されている。
実例としてツガルニシキの復元の際、長手オランダが流通が困難になり、流通が利くアズマニシキを用いた事により、実際にはないキャリコ柄の個体が出る。シュウキンの復元の際にはバルーンオランダを使用した事から全く別の種のキンギョになった。これらの問題も否めない。